# Дестељио (Империја)
Дестељио је насеље у Италији у округу Империја, региону Лигурија.
Према процени из 2011. у насељу је живело 47 становника. Насеље се налази на надморској висини од 228 м.